# Jarod Biya
Jarod Biya (22 de mayo de 2000) es un deportista de Suiza que compite en atletismo. Ganó una medalla de plata en el Campeonato Europeo de Atletismo Sub-20 de 2019, en la prueba de salto de longitud.